# Torrington, Connecticut
Torrington je grad u američkoj saveznoj državi Connecticut. Prema popisu stanovništva iz 2010. u njemu je živjelo 36.383 stanovnika.